# Whataya Want from Me
Whataya Want from Me is een single uit 2009 van Adam Lambert. Het nummer is afkomstig van zijn debutalbum For Your Entertainment. Het nummer is geschreven door P!nk, Max Martin en Shellback en is oorspronkelijk opgenomen voor het album Funhouse van P!nk, maar werd uiteindelijk niet gebruikt. Lamberts versie werd een groot succes in Europa, Australië en de VS en haalde de top 10 in de hitlijsten van dertien landen (waaronder Nederland). Lambert zijn vocale prestaties in het nummer werden beloond met een Grammy nominatie voor Best Male Pop Vocal Performance. De versie van P!nk verscheen eind 2010 op haar album Greatest Hits... So Far!!!.

## Videoclip
De bijhorende videoclip kwam uit op 15 januari 2010 en was geregisseerd door Diane Martel.

## Hitnoteringen

### Nederlandse Top 40
| Hitnotering: 27-03-2010 t/m 03-07-2010 | Hitnotering: 27-03-2010 t/m 03-07-2010 | Hitnotering: 27-03-2010 t/m 03-07-2010 | Hitnotering: 27-03-2010 t/m 03-07-2010 | Hitnotering: 27-03-2010 t/m 03-07-2010 | Hitnotering: 27-03-2010 t/m 03-07-2010 | Hitnotering: 27-03-2010 t/m 03-07-2010 | Hitnotering: 27-03-2010 t/m 03-07-2010 | Hitnotering: 27-03-2010 t/m 03-07-2010 | Hitnotering: 27-03-2010 t/m 03-07-2010 | Hitnotering: 27-03-2010 t/m 03-07-2010 | Hitnotering: 27-03-2010 t/m 03-07-2010 | Hitnotering: 27-03-2010 t/m 03-07-2010 | Hitnotering: 27-03-2010 t/m 03-07-2010 | Hitnotering: 27-03-2010 t/m 03-07-2010 | Hitnotering: 27-03-2010 t/m 03-07-2010 | Hitnotering: 27-03-2010 t/m 03-07-2010 |
| Week                                   | 1                                      | 2                                      | 3                                      | 4                                      | 5                                      | 6                                      | 7                                      | 8                                      | 9                                      | 10                                     | 11                                     | 12                                     | 13                                     | 14                                     | 15                                     |                                        |
| -------------------------------------- | -------------------------------------- | -------------------------------------- | -------------------------------------- | -------------------------------------- | -------------------------------------- | -------------------------------------- | -------------------------------------- | -------------------------------------- | -------------------------------------- | -------------------------------------- | -------------------------------------- | -------------------------------------- | -------------------------------------- | -------------------------------------- | -------------------------------------- | -------------------------------------- |
| Nummer                                 | 18                                     | 13                                     | 10                                     | 10                                     | 10                                     | 12                                     | 11                                     | 7                                      | 7                                      | 12                                     | 16                                     | 16                                     | 19                                     | 22                                     | 30                                     | uit                                    |

### NederlandseSingle Top 100
| Hitnotering: 20-03-2010 t/m 26-06-2010 | Hitnotering: 20-03-2010 t/m 26-06-2010 | Hitnotering: 20-03-2010 t/m 26-06-2010 | Hitnotering: 20-03-2010 t/m 26-06-2010 | Hitnotering: 20-03-2010 t/m 26-06-2010 | Hitnotering: 20-03-2010 t/m 26-06-2010 | Hitnotering: 20-03-2010 t/m 26-06-2010 | Hitnotering: 20-03-2010 t/m 26-06-2010 | Hitnotering: 20-03-2010 t/m 26-06-2010 | Hitnotering: 20-03-2010 t/m 26-06-2010 | Hitnotering: 20-03-2010 t/m 26-06-2010 | Hitnotering: 20-03-2010 t/m 26-06-2010 | Hitnotering: 20-03-2010 t/m 26-06-2010 | Hitnotering: 20-03-2010 t/m 26-06-2010 | Hitnotering: 20-03-2010 t/m 26-06-2010 | Hitnotering: 20-03-2010 t/m 26-06-2010 | Hitnotering: 20-03-2010 t/m 26-06-2010 |
| Week                                   | 1                                      | 2                                      | 3                                      | 4                                      | 5                                      | 6                                      | 7                                      | 8                                      | 9                                      | 10                                     | 11                                     | 12                                     | 13                                     | 14                                     | 15                                     |                                        |
| -------------------------------------- | -------------------------------------- | -------------------------------------- | -------------------------------------- | -------------------------------------- | -------------------------------------- | -------------------------------------- | -------------------------------------- | -------------------------------------- | -------------------------------------- | -------------------------------------- | -------------------------------------- | -------------------------------------- | -------------------------------------- | -------------------------------------- | -------------------------------------- | -------------------------------------- |
| Nummer                                 | 28                                     | 34                                     | 38                                     | 39                                     | 32                                     | 33                                     | 36                                     | 23                                     | 28                                     | 39                                     | 36                                     | 46                                     | 45                                     | 56                                     | 90                                     | uit                                    |

### NederlandseMega Top 50
| Hitnotering (week 1 t/m 16): 20-03-2010 t/m 03-07-2010 Hitnotering (week 17): 09-10-2010 | Hitnotering (week 1 t/m 16): 20-03-2010 t/m 03-07-2010 Hitnotering (week 17): 09-10-2010 | Hitnotering (week 1 t/m 16): 20-03-2010 t/m 03-07-2010 Hitnotering (week 17): 09-10-2010 | Hitnotering (week 1 t/m 16): 20-03-2010 t/m 03-07-2010 Hitnotering (week 17): 09-10-2010 | Hitnotering (week 1 t/m 16): 20-03-2010 t/m 03-07-2010 Hitnotering (week 17): 09-10-2010 | Hitnotering (week 1 t/m 16): 20-03-2010 t/m 03-07-2010 Hitnotering (week 17): 09-10-2010 | Hitnotering (week 1 t/m 16): 20-03-2010 t/m 03-07-2010 Hitnotering (week 17): 09-10-2010 | Hitnotering (week 1 t/m 16): 20-03-2010 t/m 03-07-2010 Hitnotering (week 17): 09-10-2010 | Hitnotering (week 1 t/m 16): 20-03-2010 t/m 03-07-2010 Hitnotering (week 17): 09-10-2010 | Hitnotering (week 1 t/m 16): 20-03-2010 t/m 03-07-2010 Hitnotering (week 17): 09-10-2010 | Hitnotering (week 1 t/m 16): 20-03-2010 t/m 03-07-2010 Hitnotering (week 17): 09-10-2010 | Hitnotering (week 1 t/m 16): 20-03-2010 t/m 03-07-2010 Hitnotering (week 17): 09-10-2010 | Hitnotering (week 1 t/m 16): 20-03-2010 t/m 03-07-2010 Hitnotering (week 17): 09-10-2010 | Hitnotering (week 1 t/m 16): 20-03-2010 t/m 03-07-2010 Hitnotering (week 17): 09-10-2010 | Hitnotering (week 1 t/m 16): 20-03-2010 t/m 03-07-2010 Hitnotering (week 17): 09-10-2010 | Hitnotering (week 1 t/m 16): 20-03-2010 t/m 03-07-2010 Hitnotering (week 17): 09-10-2010 | Hitnotering (week 1 t/m 16): 20-03-2010 t/m 03-07-2010 Hitnotering (week 17): 09-10-2010 | Hitnotering (week 1 t/m 16): 20-03-2010 t/m 03-07-2010 Hitnotering (week 17): 09-10-2010 | Hitnotering (week 1 t/m 16): 20-03-2010 t/m 03-07-2010 Hitnotering (week 17): 09-10-2010 | Hitnotering (week 1 t/m 16): 20-03-2010 t/m 03-07-2010 Hitnotering (week 17): 09-10-2010 |
| Week                                                                                     | 1                                                                                        | 2                                                                                        | 3                                                                                        | 4                                                                                        | 5                                                                                        | 6                                                                                        | 7                                                                                        | 8                                                                                        | 9                                                                                        | 10                                                                                       | 11                                                                                       | 12                                                                                       | 13                                                                                       | 14                                                                                       | 15                                                                                       | 16                                                                                       |                                                                                          | 17                                                                                       |                                                                                          |
| ---------------------------------------------------------------------------------------- | ---------------------------------------------------------------------------------------- | ---------------------------------------------------------------------------------------- | ---------------------------------------------------------------------------------------- | ---------------------------------------------------------------------------------------- | ---------------------------------------------------------------------------------------- | ---------------------------------------------------------------------------------------- | ---------------------------------------------------------------------------------------- | ---------------------------------------------------------------------------------------- | ---------------------------------------------------------------------------------------- | ---------------------------------------------------------------------------------------- | ---------------------------------------------------------------------------------------- | ---------------------------------------------------------------------------------------- | ---------------------------------------------------------------------------------------- | ---------------------------------------------------------------------------------------- | ---------------------------------------------------------------------------------------- | ---------------------------------------------------------------------------------------- | ---------------------------------------------------------------------------------------- | ---------------------------------------------------------------------------------------- | ---------------------------------------------------------------------------------------- |
| Nummer                                                                                   | 26                                                                                       | 8                                                                                        | 9                                                                                        | 12                                                                                       | 14                                                                                       | 15                                                                                       | 19                                                                                       | 19                                                                                       | 23                                                                                       | 27                                                                                       | 31                                                                                       | 28                                                                                       | 25                                                                                       | 30                                                                                       | 39                                                                                       | 47                                                                                       | uit                                                                                      | 25                                                                                       | uit                                                                                      |